# Канелонес
Канелонес (исп. Canelones) — город на юге Уругвая, административный центр одноимённого департамента и одноимённого муниципалитета.

## География
Расположен в 46 км к северу от столицы страны, Монтевидео, на высоте 29 м над уровнем моря, на пересечении национальных шоссе № 5 и № 64. Город находится на западном берегу реки Канелон-Чико.

## История
Основан 24 апреля 1783 года под названием Вилья-Гуадалупе. Населённый пункт являлся административным центром одного из 9 первоначальных департаментов страны. В 1874 году город был связан с железнодорожной сетью Уругвая. 23 марта 1916 года получил современное название, а также, согласно акту Nº 5.400 получил статус города (Ciudad).

## Население
Население по данным на 2011 год составляет 19 865 человек, что делает Канелонес третьим по населению городом департамента после Сьюдад-де-ла-Коста и Лас-Пьедрас.
| Год  | Население |
| ---- | --------- |
| 1908 | 8523      |
| 1963 | 14 028    |
| 1975 | 15 988    |
| 1985 | 17 323    |
| 1996 | 19 388    |
| 2004 | 19 631    |
| 2011 | 19 865    |

Источник: Instituto Nacional de Estadística de Uruguay

## Известные уроженцы
- Максимо Тахес — уругвайский военный и политический деятель
- Диего Лугано — уругвайский футболист, защитник сборной Уругвая

## Города-побратимы
- Санта-Фе, Аргентина[3]